# 376
Cette page concerne l'année 376  du calendrier julien. Pour l'année 376 av. J.-C., voir 376 av. J.-C. Pour le nombre 376, voir 376 (nombre).
L'année 376 est une année bissextile qui commence un vendredi.

## Événements
- Printemps : un synode arien réuni à Nysse, à l'instigation du vicaire du Pont Démosthène, installe un arien sur le siège épiscopal de cette ville après l'exil de Grégoire[1].
- 30 mai : Valens est à Antioche[2]. Vers le milieu de l'année il envoie le magister equitum Victor et le duc de Mésopotamie Urbicius en ambassade en Perse ; ils demandent que Shapur II évacuent deux territoires, sans doute les satrapies d'Asthianene et de Belabitene et permette la liaison avec les troupes romaines stationnée en Géorgie[3].
- Fin de l'été : défaite d'Athanaric sur le Dniestr[4].
  - Athanaric, roi des Goths Thervinges (« forestiers ») ou Wisi (« sages, braves »), installés en Roumanie actuelle depuis environ 270, décide de se défendre contre les Huns à l’annonce de la défaite d’Ermanaric en 375. Il installe sa ligne de défense sur les rives du Dniestr (Danaster), mais est surpris et mis en fuite en Transylvanie par les Huns qui ont traversé le fleuve. Après avoir décimé les forces wisigothiques conduites par Alaviv et Fritigern, les Huns les chassent jusqu’au bas Danube, où ces derniers proposent à Rome d’entrer à son service si on les laisse passer le fleuve[2].
- Automne[4] : les Wisigoths qui occupent une partie de la Dacie depuis 150 ans, demandent aux Romains, sous la pression des Huns, de traverser le bas Danube. La permission est accordée et ils franchissent en masse le Danube sous la conduite de leur chef Fritigern. L’empereur Valens, voyant l'opportunité de recruter des troupes pour la guerre contre les Perses, les reconnaît comme fédérés. Mais la vénalité et la maladresse des fonctionnaires romains chargés de procéder à l’installation provoqueront un soulèvement général l’année suivante.
  - Les Wisigoths comptent peut-être 40 000 personnes dont 8 000 soldats[5].
  - Plus tard, l’héritier du royaume ostrogoth, l’enfant Videric, accompagné de sa suite armée (dont l’Ostrogoth Alatheus et l’Alain Saphrax), se présente à son tour sur le Danube pour demander asile, mais les autorités romaines lui refusent le passage. Profitant d’un moment d’inattention de la flotte romaine, il parvient cependant à passer le fleuve[4].
  - Athanaric devra à son tour fuir de Transylvanie pour passer le Danube à la fin de 380. Il se réfugiera à Constantinople pour s’humilier personnellement devant l’empereur Théodose Ier (11 janvier 381)[4].
- Hiver 376-377 : une troisième ambassade envoyé par les Perses à Valens offre aux Romains les deux satrapies demandées (Asthianene et de Belabitene), apparemment en échange de la suzeraineté perse sur l'Arménie et l'Ibérie. L'empereur romain refuse une nouvelle fois la proposition[3].
- En Chine du Nord le roi Fú Jiān, de la dynastie des Qin antérieur annexe le royaume de Liang au Gansu et étend son contrôle en Asie centrale[6].
- Les Huns étendent leur domination dans les steppes au nord du Caucase, et poussent les Alains qui franchissent à nouveau les cols vers l'Arménie. La littérature épique arménienne relate la victoire du prince de Siounie Babik, au service du roi de Perse Shapur II, contre le chef Hounagour (sans doute un Alain), qui est tué[7].

## Naissances en 376
- Janvier/février : Paulin de Pella, poète latin.

## Décès en 376
- Ermanaric, roi des Ostrogoths.
- Théodose l'Ancien, décapité à Carthage sur ordre de Gratien.